# Y los hipopótamos se cocieron en sus tanques
Y los hipopótamos se cocieron en sus tanques es una novela basada en hechos reales escrita a cuatro manos por Jack Kerouac y William S. Burroughs, iconos de la generación Beat, en 1945 en el estado de Nueva York. Se publicó por primera vez en 2008 en inglés original por la editorial americana Grove Press. En España llegó al público en abril de 2010 de la mano de la editorial española Anagrama y formaba parte de la colección «Panorama de narrativas». Hasta la fecha se han impreso dos primeras ediciones y una segunda y tercera por parte de Anagrama (2010, 2012, 2013 y 2015 respectivamente).

## Contexto generación Beat
Hace referencia a un grupo de escritores estadounidenses en la década de los cuarenta, cincuenta y sesenta, entre los cuales: Kerouac, Burroughs, Ginsberg, Cassidy, Gregory Corso, John Clellon Holmes, etc. El movimiento literario era a su vez político, puesto que este se basaba en la negación y rechazo de los valores estadounidenses y escribían sobre temáticas como: el uso de drogas, la naturaleza, la filosofía oriental, la homosexualidad, la libertad sexual, etc.
Allen Ginsberg definió la forma de actuar del movimiento literario Beat diciendo que era «curiosidad por la naturaleza de la conciencia, con la literatura como "vehículo noble"». Y hace una lista de los elementos que les caracterizan: la liberación general (revolución, liberación sexual, liberación gay, liberación negra, liberación de las mujeres); libertad de la palabra y eliminación de la censura; despenalización de algunas leyes contra la marihuana y otras drogas; difusión de la consciéncia ecológica; oposición a la civilización de la máquina militar-industrial; respeto por la tierra y las poblaciones nativas, etc. Y finaliza diciendo: "La esencia de le generación puede encontrarse asimismo en otra frase célebre de En el camino, de Kerouac: «Todo me pertenece porque soy pobre»".
La expresión de «generación Beat» aparece entre el 1950-1951 de la mano de Jack Kerouac. Por lo visto, aparece en una conversación entre este y John Clellon Holmes mientras ambos hablaban de las generaciones que habían existido y que existían en ese momento. Kerouac utilizó expresiones como «encontrada» u «angelical», pero Allen Ginsberg nos cuenta que: "Kerouac desestimaba la cuestión y decía «generación Beat», no para poner nombre a la generación, sino para no ponerle ninguno. A partir de ahí, John Clellon escribió un artículo para el New York Times en el año 1952 con el título de «Esta es la generación Beat» y más adelante Kerouac publicó anónimamente un fragmento de su novela En el camino en New World Writting (antología de bolsillo de los años cincuenta) con el título de «El jazz de la generación Beat».

## Argumento
Will Dennison y Mike Ryko son los nombres que adoptan Kerouac y Burroughs para contarnos la vida de un grupo de amigos en verano de 1944 en Nueva York. Se trata de una novela donde se relata el día a día de los jóvenes, sus amigos, sus parejas sexuales, sus relaciones unos con otros, las drogas que toman, los bares que frecuentan, etc. Es una novela de personajes y no de trama, en el sentido en que no hay giros de guion. La historia transcurre tranquila hasta que llegamos a la muerte de Ramsay Allen, uno de los personajes. Este es asesinado por Philip Tourian la noche del 14 de agosto y, tras tirar su cadáver al río Hudson, Philip acude a Dennison y a Ryko para contarles lo sucedido.

## Protagonistas y personas
El personaje de Dennison hace referencia a Burroughs (1914-1997) en la vida real. Este nació en el seno de una familia adinerada en San Luis, Misuri (Estados Unidos). Estudió Estudios Ingleses en la Universidad de Harvard, Antropología como estudios de posgrado y Medicina en Viena. En 1942, Burroughs intentó entrar en el ejército para servir en la Segunda Guerra Mundial. Al no ser aceptado, al año siguiente terminó viviendo en Nueva York donde conoció a Kerouac y Allen Ginsberg. 
Según el testimonio de Allen Ginsberg, otro icono de la Generación Beat, "por aquel entonces Burroughs no se consideraba a si mismo escritor, sino una persona curiosa a la que le gustaba investigar". Este le definió como un hombre de carácter extraño, homosexual y con problemática de drogodependencia. En cuanto se refiere a su prosa dijo: “Sus prosas son escandalosas, en realidad se vuelven surrealistas y él va más allá de los límites de la propiedad […] Muchos escritos de Burroughs tienen que ver con un exterior digno y un interior completamente aterrorizado, victimizado, ahorcado, acobardado, esquizofrénico; dignidad en el exterior y supuesta degradación en el interior, de la vida interior. Psicológicamente es para él una situación real”.
El personaje de Mike Ryko hace referencia a Kerouac (1922-1969) en la vida real. Este nació en Lowell, Massachusetts y su familia era francocanadiense. De su familia destaca la muerte de su hermano mayor, de nueve años, cuando Kerouac tenía cuatro. Estos hechos desencadenaron un impacto en el escritor, puesto que su madre buscó consuelo en la religión y su padre en la bebida, el juego y el alcohol.

Estudió en la Universidad de Columbia gracias a una beca de deportes en fútbol americano, sin embargo, dejó la universidad cuando se rompió la pierna en su primer año y su carrera como futbolista se vio afectada. Después de eso vivió en el Upper West Side de nueva York con Edie Parker, su primera novia y futura esposa. Allí fue cuando conoció a Allen Ginsberg, a Burroughs y a muchas otras figuras relacionadas con la Generación Beat. 
Allen Ginsberg dijo de este: “Kerouac era una persona muy amable, sagaz, observadora y tolerante, así que hubo una curiosidad mutua […] Quiero decir que eran [Kerouac y Lucien Carr] personas hermosísimas, […] psicológica, mental, espiritualmente y en lo tocante al corazón era extraordinariamente sensible, muy inteligente, muy sagaz y muy caritativo […]”. Así como: “Esa fue la base de nuestro entendimiento. Era por la melancolía que sentíamos, la tristeza o el dolor de estar solos y agonizando en el universo”.
El personaje de Philip Tourian hace referencia a Lucien Carr (1925-2005) en la vida real. Este nació en la ciudad de Nueva York, aunque sus padres eran procedentes de Sant Louis, como Burroughs. De su educación sabemos que estuvo en diversos colegios privados: Phillips Academy, Bowdoin College y la Universidad de Chicago. Se cree que estos cambios fueron debido a la incomodidad que le producía David Kammerer, el amigo de la infancia de Burroughs, quien tuvo una obsesiva fijación con Lucien. En la Universidad de Chicago tuvo lugar un episodio que no se esclareció: encontraron a Lucien con la cabeza dentro de un horno. Frente al supuesto acto de suicidio, él dijo que se trataba de una obra de arte. Sin embargo, su madre decidió ingresarle dos semanas en un centro psiquiátrico e inscribirle en la Universidad de Columbia, cerca de ella. 
Allen Ginsberg dijo de la primera vez que vio a Lucien: “Después de estar allí varias semanas [en la Universidad de Columbia] estaba en mi habitación y oía el Trío nº1 de Brahms […] Salí para ver de dónde venía la música, llamé y me abrió la puerta un muchacho con el aspecto más angelical que había visto en mi vida, pelo rubio, pálido, de mejillas hundidas como si bebieran el viento y hubieran comido un puñado de sombras”. Respecto a su papel en el círculo de la Generación Beat dijo: “Lucien fue tan fundamental en la mitología de todos que es difícil dar un curso sobre la historia literaria de la Generación Beat sin presentar su lengua como parte del paisaje literario […]. Jack [Kerouac] creía oír a Shakespeare a través del habla de Lucien”. 
Lucien Carr no escribió libros como el resto de la generación, fue periodista y más adelante se convirtió en editor de la United Press International (UPI). Aun así, fue una pieza clave y una figura necesaria para la generación Beat.
El personaje de Ramsay Allen hace referencia a David Kammerer (1911-1944) en la vida real. La información sobre Kammerer es escasa, sin embargo, sabemos que vivía en Sant Louis y había acudido a la escuela primaria con Burroughs. Kammerer era profesor de inglés y educación física, conoció a Lucien cuando este tenía doce años y formaba parte de su grupo de niños en los llamados Boy Scouts. Este estuvo persiguiendo a Lucien durante años, mientras este se cambiaba de colegio. Cuando Lucien se mudó a Nueva York, Kammerer también se mudó allí. La noche en que fue asesinado, el 14 de agosto de 1944, hacía ya ocho años que perseguía a Lucien.

#### El resto de los personajes
- Janie en la vida real Edie Parker
- Barbara Bennington en la vida real Celine Young
- James Cathcart en la vida real John Kingsland
- Chris Rivers en la vida real Chandler Brossard
- Hugh Maddox en la vida real Neal Spollen
- Agnes O’Rourke en la vida real Ruth Louise Mcmahon
- Della en la vida real Donna Leonard
- Bunny en la vida real Teresa Willard
- Jane Bole en la vida real Patricia Goode Harrison
- Tom Sullivanen la vida real Thomas F. Healy
- Danny Borman en la vida real Norman

## Asesinato sobre el que se basa la novela
Después de ocho años sufriendo acoso por parte de Kammerer, Carr acabó con este la noche del 14 de agosto de 1944. Se conoce que Lucien frecuentaba West End Bar, por lo visto, Kammerer apareció y se unió a ellos mientras bebían. En Ginsberg: biografía  se explica que Kammerer comenzó a amenazar a Carr: “Dijo que amaba a Lucien y que no podría vivir sin él. Que se mataría a si mismo y a él si no podía tenerle, e insistió en tener sexo con él. Lucien se resistió y empezaron a forcejear”. Los dos se habían ido del bar y se encontraban en Riverside Park. Al final, Carr apuñaló a Kammerer en el corazón con su cuchillo de Boy Scout y se deshizo del cuerpo en el río Hudson.
Tras eso acudió a Burroughs, que le dio dinero y le recomendó que se entregara a la policía. Sin embargo, Carr fue a ver a Kerouac y fue este quien le ayudó a deshacerse del arma homicida y a enterrar las gafas de Kammerer. Aun así, dos días después Carr se entregó a la policía y no le creyeron hasta que ese mismo día encontraron flotando el cuerpo de Kammerer.
Lucien fue acusado de segundo grado de homicidio y condenado a estar entre uno y veinte años en la cárcel. Estuvo dos años en el correccional Elmira Correctional Facility en el Upstate New York y luego lo soltaron.
Kerouac y Burroughs fueron arrestados como cómplices materiales. La familia de Burroughs pagó su fianza y le obligó a volver a Sant Louis. En cambio, el padre de Kerouac se negó a sacarle de allí. Edie, la novia, usó el dinero herdado de su abuelo para sacarle de allí una vez que se hubieron casado el 22 de agosto de ese mismo año.